# Wiam Dislam
Wiam Dislam (sinh ngày 22 tháng 10 năm 1987 tại Rabat, Maroc) là một học viên taekwondo người Maroc. Cô ấy cao 180 cm. Cô thi đấu trong nội dung +67 kg tại Thế vận hội Mùa hè 2012 và là người mang cờ cho Morocco trong lễ khai mạc.
Cô đã tham gia sự kiện +67 kg tại Thế vận hội mùa hè 2016. Cô đã bị Maria Espinoza của México đánh bại ở tứ kết. Cô đã đánh bại Kirstie Alora của Philippines trong cuộc tái đấu và sau đó bị Bianca Walkden của Vương quốc Anh đánh bại trong trận tranh huy chương đồng. Cô là người mang cờ cho Maroc trong lễ bế mạc.